# ماهیچه پایین‌برنده بالای مژگانی
ماهیچه پایین‌برنده بالای مژگانی (انگلیسی: Depressor supercilii muscle) نامی است که به چند تار ماهیچه‌ای بخش آربیتال ماهیچه گرد چشم داده‌اند، این تارهای ماهیچه‌ای به ابرو پیوسته‌اند و ابرو را پائین می‌کشند.